# Distretto di Sivaslı
Il distretto di Sivaslı (in turco Sivaslı ilçesi) è uno dei distretti della provincia di Uşak, in Turchia.